# سن زنو دی مونتانیا
سن زنو دی مونتانیا (به ایتالیایی: San Zeno di Montagna) یک کومونه در ایتالیا است که در استان ورونا واقع شده‌است.

## خصوصیات
سن زنو دی مونتانیا ۲۸٫۲ کیلومترمربع مساحت و ۱٬۳۲۸ نفر جمعیت دارد و ۵۹۰ متر بالاتر از سطح دریا واقع شده‌است.